# 二硫化锆
二硫化锆 是一种无机化合物 ，化学式ZrS2。  它是一种紫棕色晶体。 它的结构类似于碘化镉。
和相关的二硫化钛一样， ZrS2 可以由锆和硫直接反应而成。  人们可以使用碘通过蒸气输送进行纯化。 